# Alleyras
Alleyras település Franciaországban, Haute-Loire megyében. Lakosainak száma 153 fő (2022. január 1.). Alleyras Thoras, Monistrol-d’Allier, Ouides, Saint-Christophe-d’Allier, Saint-Haon, Saint-Jean-Lachalm, Saint-Préjet-d’Allier és Saint-Vénérand községekkel határos.

## Népesség
A település népességének változása:
| Lakosok száma | 379  | 290  | 232  | 176  | 163  | 161  | 161  | 156  | 153  | 153  |
|               | 1968 | 1982 | 1990 | 2006 | 2013 | 2015 | 2017 | 2019 | 2020 | 2022 |